# Mazatlán mazatec
Mazatlán mazatec är en variant av mazatec som talas i norra delar av Oaxaca, Mexiko. Enligt Mexikos folkräkning 2010 talades språket av 10 606 personer. Språket är koncentrerat i kommunen Mazatlán Villa de Flores där 75 % av befolkningen kan språket.
Mazatlán skrivs med latinska alfabetet.
Språket anses vara hotat och det har två huvuddialekter.

## Fonologi

### Konsonanter
|             |             | Bilabial | Alveolar | Palatal | Velar  | Glottal |
| ----------- | ----------- | -------- | -------- | ------- | ------ | ------- |
| Klusil      | Norm.       | t        |          |         | k ~ kʷ | ʔ       |
| Klusil      | Prenasal    |          | nd       |         | ŋg     |         |
| Affrikat    | Norm.       |          | ts       | ʧ       |        |         |
| Affrikat    | Prenasal    |          | ndz      | nʤ      |        |         |
| Nasal       | Nasal       |          | n        |         |        |         |
| Frikativ    | Frikativ    |          | s        | ʃ       |        | h       |
| Approximant | Approximant | β̞        |          | j       |        |         |
| Lateral     | Lateral     |          | l        |         |        |         |

Källa:

### Vokaler
|             | Främre | Central | Bakre |
| ----------- | ------ | ------- | ----- |
| Sluten      | i      |         | u     |
| Mellanöppen | e      |         | o     |
| Öppen       |        | a       |       |

Källa: